# 康科德鎮區 (伊利諾伊州亞當斯縣)
康科德鎮區（英語：Concord Township）是位於美國伊利諾伊州亞當斯縣的一個行政鎮區。

## 地方資料
根據2010年美國人口普查的數據，康科德鎮區的面積為96.30平方千米，當中陸地面積為96.20平方千米，而水域面積為0.10平方千米。當地共有人口283人，而人口密度為每平方千米2人。